# Elvis: A Legendary Performer Volume 1
Elvis: A Legendary Performer Volume 1 es el quincuagésimo primero álbum y álbum recopilatorio del músico y cantante estadounidense Elvis Presley, publicado por la compañía discográfica RCA Victor en enero de 1974. El álbum, que incluyó doce canciones y dos entrevistas con el músico, fue certificado doble disco de platino por la Recording Industry Association of America en julio de 1999. El álbum abre con su primera grabación, «That's All Right», la canción que dio comienzo a su carrera musical en Sun Records. 
En última instancia, fueron publicados cuatro volúmenes de la serie A Lgendary Performer a lo largo de la siguiente década, con un aumento de material no publicado previamente. El primer volumen incluyó material en directo inédito de varias canciones procedentes de Elvis (NBC-TV Special), una versión alternativa de su primera grabación para Sun («I Love You Because»), y la primera publicación estadounidense de «Tonight's All Right for Love», de la edición europea de G.I. Blues. Las dos entrevistas fueron publicadas anteriormente en el EP Elvis Sails.
Aunque RCA había publicado tomas alternativas de grabaciones de estudio en el pasado —por ejemplo, en 1958 se publicaron dos tomas distintas de «Lover Doll» de la banda sonora de King Creole—, esta fue la primera vez que la compañía discográfica comenzó a tomar en serio los lanzamientos con dicho material, aunque publicaciones a gran escala de estas tomas alternativas no comenzaron hasta después de su muerte, con Elvis: A Legendary Performer Volume 3 (1979). De forma similar, mientras que RCA había publicado colecciones de material previamente inédito en discos como Elvis for Everyone!, y a través del sello RCA Camden, esta fue la primera incursión sería de la compañía en realizar semejante material para coleccionistas.
El álbum alcanzó la categoría de triple disco de platino certificado por la RIAA el 31 de julio de 2017.

## Lista de canciones
| Cara A |                                                                   |                                              |          |  |
| N.º    | Título                                                            | Escritor(es)                                 | Duración |  |
| 1.     | «That's All Right»                                                | Arthur "Big Boy" Crudup                      | 1:33     |  |
| 2.     | «I Love You Because»                                              | Leon Payne                                   | 3:27     |  |
| 3.     | «Heartbreak Hotel»                                                | Mae Boren Axton, Tommy Durden, Elvis Presley | 2:08     |  |
| 4.     | «Elvis»                                                           | —                                            | 0:34     |  |
| 5.     | «Don't Be Cruel»                                                  | Otis Blackwell, Elvis Presley                | 2:03     |  |
| 6.     | «Love Me (canción de Leiber/Stoller)» (de Elvis (NBC-TV Special)) | Jerry Leiber, Mike Stoller                   | 2:32     |  |
| 7.     | «Tryin' to Get to You» (de Elvis (NBC-TV Special))                | Rose Marie McCoy, Charlie Singleton          | 2:33     |  |

| Cara B |                                                         |                                                  |          |  |
| N.º    | Título                                                  | Escritor(es)                                     | Duración |  |
| 1.     | «Love Me Tender»                                        | Vera Matson, Elvis Presley                       | 2:42     |  |
| 2.     | «Peace in the Valley»                                   | Thomas A. Dorsey                                 | 3:20     |  |
| 3.     | «Elvis' Farewell to His Fans»                           | —                                                | 2:14     |  |
| 4.     | «(Now and Then There's) A Fool Such as I»               | Bill Trader                                      | 2:30     |  |
| 5.     | «Tonight's All Right for Love»                          | Joseph Lilley, Abner Silver, Sid Wayne           | 1:20     |  |
| 6.     | «Are You Lonesome Tonight?» (de Elvis (NBC-TV Special)) | Lou Handman, Roy Turk                            | 3:31     |  |
| 7.     | «Can't Help Falling in Love»                            | Luigi Creatore, Hugo Peretti, George David Weiss | 3:00     |  |

## Posición en listas
| País           | Lista                | Posición |
| -------------- | -------------------- | -------- |
| Estados Unidos | Billboard Pop Albums | 43       |